# Antonio Todde
Antonio Todde (Tìana, 22 gennaio 1889 – Tìana, 3 gennaio 2002) è stato un supercentenario italiano, vissuto 112 anni e 346 giorni.
Detenne il titolo di decano maschile dell'umanità dal 1º marzo 2001 sino al 3 gennaio 2002, giorno della sua morte.
È attualmente l'italiano di sesso maschile più longevo di sempre, nonché uno dei veterani della prima guerra mondiale deceduti all'età più avanzata.

## Biografia
Nato a Tìana, piccolo comune della provincia di Nuoro, nella regione storica della Barbagia di Ollolai il 22 gennaio 1889, da una famiglia contadina. A 6 anni abbandonò prematuramente la scuola. Durante la prima guerra mondiale venne inizialmente scartato a causa della sua bassa statura (1,58 m.), ma poi chiamato comunque in servizio sul Carso, dove fu ferito da un cecchino, o da una granata, e trasportato in ospedale. 
Trascorse il resto della sua esistenza prima come servo-pastore, poi come pastore in proprio ed infine come contadino nell'orto di sua proprietà.
Il 9 dicembre 2000 gli venne assegnato dal professor Luca Deiana, docente di biochimica clinica all'Università di Sassari, il titolo di decano maschile dell'umanità da parte del Guinness dei primati, a seguito della revoca definitiva al defunto statunitense Harrison Holcomb, di lui più giovane di oltre sei mesi. Alle celebrazioni per l'avvenimento era presente anche il sindaco di Tìana, Amatore Salis.
Il 3 gennaio 2002, a meno di 19 giorni dai suoi 113 anni, Antonio Todde spirò nella sua casa a causa di un "collasso cardiocircolatorio in marasma senile".
I funerali, avvenuti a partire dalle 15:30 del giorno successivo, videro una grande partecipazione, con il feretro accompagnato dalla figlia 82enne, dai 2 figli di 75 e 67 anni, dai nipoti e dalla sorella 97enne, deceduta nel 2007 a 102 anni.

## Validazione dell'età
La validazione dell'età di Antonio Todde è stata svolta dal professore di demografia dell'Université catholique de Louvain Michel Poulain. Tale procedura fu avviata con il rintracciamento del certificato di nascita dell'uomo presso l'Anagrafe del comune di Tìana, il quale affermava che Antonio Todde fosse venuto alla luce alle 6 antimeridiane del giorno 22 di gennaio dal «pecoraio» Francesco Maria Todde e «della sua unione con donna non maritata». Benché l'assenza del nome della madre nel documento di nascita rappresentasse un punto a sfavore della conferma dell'età del supercentenario, la questione fu risolta tramite l'utilizzo del certificato di battesimo, il quale affermava fosse figlio della nubile Francesca Angela Deiana. Un altro documento nel quale figurava con la data di nascita è il certificato di matrimonio dei genitori, redatto al termine dell'anno 1908; qui era presente insieme a tutti i fratelli e le sorelle. Oltre alla ricostruzione familiare effettuata dal Poulain, è stato più tardi composto un esteso albero genealogico.